# Lista över insjöar i Sverige med namn som slutar på -agen
Lista över insjöar i Sverige med artikel på Wikipedia som slutar på -agen.
Efterledet agen kan betyda vatten eller sjö. Det är också möjligt att vissa namn kan vara bildade till växten ag.
I listan ingår både namn där -agen utgör efterled och sådana där agen är fristående avslutande, eller ensamt, namnelement. Då listan är automatiskt genererad kan den dessvärre också innehålla sjönamn som slutar med bokstäverna "agen", utan att etymologiskt innehålla efterledet (eller namnelementet) -agen.  
- Agen, Västmanland, sjö i Hällefors kommun och Västmanland 59°54′47″N 14°35′46″Ö / 59.91319°N 14.59608°Ö
- Storagen, Västmanland, sjö i Hällefors kommun och Västmanland 59°30′52″N 14°44′12″Ö / 59.51458°N 14.73669°Ö (47,3 ha)
- Ånsjöagen, sjö i Hällefors kommun och Västmanland 59°43′42″N 14°49′54″Ö / 59.72834°N 14.83155°Ö (17,8 ha)
- Agen (Färnebo socken, Värmland, 662845-140150), sjö i Filipstads kommun och Värmland 59°45′50″N 14°03′08″Ö / 59.76397°N 14.05225°Ö
- Agen (Färnebo socken, Värmland, 662931-140601), sjö i Filipstads kommun och Värmland 59°46′45″N 14°07′35″Ö / 59.77913°N 14.12642°Ö (85,7 ha)
- Blockenhusagen, sjö i Filipstads kommun och Värmland 59°57′37″N 14°12′08″Ö / 59.96016°N 14.20231°Ö (10,9 ha)
- Eriksdalsagen, sjö i Filipstads kommun och Värmland 60°03′11″N 14°12′55″Ö / 60.05306°N 14.21539°Ö (6,5 ha)
- Fransagen, sjö i Filipstads kommun och Värmland 59°56′46″N 14°13′02″Ö / 59.94616°N 14.21712°Ö (15,4 ha)
- Hästbergsagen, sjö i Filipstads kommun och Värmland 60°06′22″N 14°07′22″Ö / 60.10604°N 14.12275°Ö
- Kvarnagen, sjö i Filipstads kommun och Värmland 60°00′16″N 14°22′12″Ö / 60.00438°N 14.36993°Ö (61,1 ha)
- Kåtalammsagen, sjö i Filipstads kommun och Värmland 59°58′26″N 14°20′01″Ö / 59.97390°N 14.33364°Ö (13 ha)
- Lekaråsagen, sjö i Filipstads kommun och Värmland 59°59′21″N 14°19′48″Ö / 59.98930°N 14.32991°Ö (12,4 ha)
- Storagen, Värmland, sjö i Filipstads kommun och Värmland 60°07′24″N 14°05′44″Ö / 60.12329°N 14.09542°Ö (20,8 ha)
- Grundagen, sjö i Älvdalens kommun och Dalarna 62°06′33″N 12°47′31″Ö / 62.10928°N 12.79187°Ö (17 ha)
- Lillskärvagen, sjö i Älvdalens kommun och Dalarna 61°55′16″N 12°11′58″Ö / 61.92118°N 12.19939°Ö (72,4 ha)
- Bolagen, sjö i Härjedalens kommun och Härjedalen 62°33′49″N 12°06′50″Ö / 62.56372°N 12.11393°Ö (35 ha)
- Dravagen, sjö i Härjedalens kommun och Härjedalen 62°05′37″N 13°36′15″Ö / 62.09363°N 13.60423°Ö (5,5 ha)
- Malmagen, sjö i Härjedalens kommun och Härjedalen 62°36′01″N 12°09′47″Ö / 62.60022°N 12.16299°Ö (52 ha)
- Nedre Skärvagen, sjö i Bergs kommun och Härjedalen 62°49′00″N 12°43′51″Ö / 62.81653°N 12.73087°Ö (81,3 ha)
- Övre Skärvagen, sjö i Bergs kommun och Härjedalen 62°49′39″N 12°35′17″Ö / 62.82761°N 12.58813°Ö (34 ha)
- Hotagen (sjö), sjö i Krokoms kommun och Jämtland 63°53′21″N 14°24′57″Ö / 63.88903°N 14.41581°Ö (540 ha)

## Sjöar på -agen men med längre efterled
- Fredagen (sjö), sjö i Boxholms kommun och Östergötland 58°09′15″N 15°08′30″Ö / 58.15403°N 15.14162°Ö (4,6 ha) (oklart om -agen här är efterled eller ej)
- Aspdagen, sjö i Älvdalens kommun och Dalarna 61°48′06″N 12°27′37″Ö / 61.80158°N 12.46038°Ö (98,2 ha)
- Stordrevdagen alternativnamn på sjön vid Drevdagen, bebyggelse  i Älvdalens kommun och Dalarna, nära föregående
- Bröshagen, sjö i Malung-Sälens kommun och Dalarna 60°42′20″N 13°23′24″Ö / 60.70555°N 13.39007°Ö (20,3 ha)
- Långhagen, sjö i Borlänge kommun och Dalarna 60°21′14″N 15°10′56″Ö / 60.35394°N 15.18214°Ö (37,2 ha)
- Djuplagen, sjö i Falu kommun och Dalarna 60°52′13″N 15°27′48″Ö / 60.87021°N 15.46347°Ö (12,2 ha)